# Майерс, Дэйв (блюзмен)
Дэйв «Молоточек» Майерс (англ. Dave «Thumper» Myers); 30 октября 1926, Байхейлия, Миссисипи, США  — 3 сентября 2001, Чикаго, Иллинойс, США) — американский блюзовый бас-гитарист, гитарист, певец и автор песен. Номинант Blues Music Awards в номинации «Альбом-возвращение» (1999). Создатель и бессменный участник группы The Aces, которая является Членом Зала славы блюза (2018). Прозвище «Thumper» (колотушка, молоточек, тот, кто колотит и т.п.) получил за свой перкуссионный стиль игры на бас-гитаре.  

## Биография
Дэйв Майерс родился в 1926 году в Байхейлии, штат Миссисипи. Их родители Мэри и Амос Майерс были музыкантами, но Мэри играла на гитаре только дома, в то время как Амос играл на гитаре на вечеринках в частных домах. В подвале их дома жил блюзмен Лонни Джонсон, который научил Дэйва и его младшего брата Луиса Майерса играть на гитаре. К подростковому возрасту Майерс уже был завсегдатаем местных вечеринок наряду с такими людьми, как Сонни Бой Уильямсон II, Роберт Найтхок и Мемфис Минни. В 1941 году братья переехали в Чикаго и в 1945 году сформировали группу Little Boys, вскоре переименованную в Three Deuces, в состав которой вошёл харпер Джуниор Уэллс. Группа стала первой в Чикаго группой, играющей электрический блюз и остановилась на названии Three Aces. Она стала неотъемлемой частью зарождающейся сценой чикагского блюза, находясь под сильным влиянием джаза, группа отточила изысканный, утончённый подход, намного опередивший свое время. В 1950 году к группе присоединился барабанщик Фред Белоу и группа поменяла своё название на Four Aces, а затем упростила до просто Aces. В 1952 году группу покинул Джуниор Уэллс, заменивший Литтл Уолтера в группе Мадди Уотерса, а Уолтер присоединился к Aces, и группа вновь переименовалась, на этот раз в The Jukes. Группа записала несколько синглов, ставших классикой блюза, но в 1954 году Луис Майерс оставил группу и она распалась. 
Дэйв Майерс был одним из первых, если не первым блюзменом Чикаго, освоивших игру на электрической бас-гитаре и с 1950-х стал основным сессионным бас-гитаристом в Чикаго. «Майерс выступал и записал сотни альбомов буквально с каждой легендой чикагского блюза»: Литтл Уолтером, Артуром Крадапом, Джей Би Хатто, Хоумсиком Джеймсом, Джимми Ридом, Эрлом Хукером, Джуниором Уэллсом, Рузвельтом Сайксом, Хаулином Вулфом, Кэри Беллом, Робертом Локвудом, Джон Литтлджоном, Саннилендом Слимом, Снуки Прайором, Джимми Роджерсом, Коко Тейлор, Вилли Мейбоном, Лонни Бруксом, Хьюбертом Самлином, Лютером Джонсоном, Бадди Гаем, Хаунд Дог Тейлором, Отисом Рашем, Вилли Диксоном, Бо Диддли. 
В 1970-е братья Майерс воссоединились под названием The Aces для тура по Европе, записав несколько пластинок, и в дальнейшем временами выступали вместе на фестивалях. В 1972 году выступили на джазовом фестивале в Монтрё в 1972 году как аккомпанирующий состав Чака Берри, Бо Диддли, Мадди Уотерса, Ти-Боуна Уокера, Коко Тейлор, Лайтнин Слима, Джимми Доукинза, а также с собственным выступлением. Позже  Дэйв Майерс сформировал группу New Aces с фронтменом Fabulous Thunderbirds Кимом Уилсоном, гитаристом Робертом Локвудом (который некоторое время заменял Луиса Майерс в The Jukes) и барабанщиком Кенни Смитом. Дэйв Майерс предпочитал роль сайдмена, но однако в 1998 году возглавил группу и записал свой единственный сольный альбом You Can’t Do That, номинированный в 1999 году на Blues Music Awards в категории «Альбом-возвращение»; продюсером альбома и гостем выступил Расти Зинн.
В 2000 году Дэйв Майерс перенёс ампутацию сначала одной, потом и второй ноги, но продолжал выступать. Последнее выступление музыканта состоялось в феврале 2001 года, и 3 сентября 2001 года Дэйв Майерс умер в  доме престарелых Waterfront Terrace в Чикаго . 
«Дэйв Майерс — один из многих непризнанных архитекторов блюзовой сцены города после Второй мировой войны».

## Дискография

### Сольные альбомы
- 1998: You Can’t Do That (Black Top Records)

### В составе The Aces
- 1973: Kings Of Chicago Blues Vol. 1 (Vogue)
- 1975: Blues Live! (Trio Records) с Робертом Локвудом
- 1976: The Aces With Their Guests (MCM Blues Records)
- 1989: Blues Live! II (Vivid Sound) с Робертом Локвудом
- 1999: Chicago Beat (Black And Blue)
- 2010: Live In Boston 1966 (Delmark Records) с Джуниором Уэллсом